# Natalja Nazarova
Natalja Viktorovna Nazarova (ryska: Наталья Викторовна Назарова), född den 26 maj 1979, är en rysk friidrottare som tävlar på 400 meter och som nått stora framgångar som en del av det ryska stafettlaget på 4 x 400 meter.

## Individuella resultat
Nazarovas genombrott kom när hon 1998 blev världsmästare för juniorer. Året efter deltog hon vid VM i Sevilla där hon gick vidare till final men slutade sexa med tiden 50,61. Hon deltog vid Olympiska sommarspelen 2000 i Sydney där hon blev utslagen i semifinalen. Under 2003 vann hon sin första individuella medalj när hon vann guld vid inomhus-M i Birmingham. Vid utomhus-VM i Paris slutade hon fyra på tiden 49,98. Under 2004 försvarade hon sitt guld inomhus på 400 meter. Hon deltog vid Olympiska sommarspelen 2004 i Aten och slutade på åttonde plats i finalen. Vid VM inomhus 2008 i Valencia blev hon silvermedaljör efter landsmannen Olesia Zikina. 

## Resultat i stafett
Nazarovas meriter i stafett är imponerande. Hon har två olympiska medaljer, silver från Olympiska sommarspelen 2004 och brons från Olympiska sommarspelen 2000. Vid Världsmästerskap utomhus har hon guld från VM i Sevilla 1999 och silver från VM i Paris 2003. Dessutom har hon en silvermedalj från EM 2002. Inomhus har hon fem guldmedaljer i stafett. Flera gånger har hon även varit med i lag som inomhus slagit världsrekordet på 4 x 400 meter. 